# Бристол Булпап
Бристол Булпап (енгл. Bristol Bullpup) је британски ловачки авион. Авион је први пут полетео 1928. године. 

Маса празног авиона је износила 866 килограма а нормална полетна маса 1293 килограма.

## Наоружање
| Наоружање авиона: Бристол      |     |
| Ватрено (стрељачко) наоружање  |     |
| Топ                            |     |
| Митраљез                       |     |
| Број и ознака митраљеза        | 2   |
| Калибар                        | 7,7 |
| Бомбардерско наоружање (бомбе) |     |
| Ракетно наоружање (ракете)     |     |